# Marcus Collin
Gustaf Marcus Collin, né le 18 novembre 1882 à Helsinki et mort le 23 septembre 1966 à Kauniainen, est un peintre finlandais.

## Jeunesse
D'abord étudiant en droit, Collin s'oriente vers des études d'art à l'Association des arts de Finlande en 1903-1904, avant de continuer à l'Université d'Helsinki sous l'enseignement d'Eero Järnefelt. Il voyage à Paris en 1905-1906.

## Carrière artistique
Il participe à une exposition collective pour la première fois en 1907, où ses caricatures sont remarquées. À la suite de nouveaux voyages à Paris à partir de 1908, il commence à peindre des scènes de rues inspirées par des peintres impressionnistes, notamment Monet et Pissarro.
Ses couleurs se vivifient à partir de 1910, et il étudie sous la direction de Paul Sérusier, à l'Académie Ranson, en 1912. Ses œuvres colorées le rapprochent du Groupe Septem, avec lequel il expose en 1913, avant de s'éloigner de l'impressionnisme.
À partir de 1916, il rejoint le Groupe de Novembre dont il devient l'un des membres principaux. Le Groupe de Novembre se distingue de Septem par l'usage de teintes plus sombres et des représentations inspirées du divisionnisme et du primitivisme.  Collin représente notamment des scènes de la vie paysanne et des paysages urbains et marins. Il poursuit ses représentations de thèmes folkloriques dans les années 1920.
En 1948, il illustre le roman Sept frères d'Aleksis Kivi, tout comme Per Åke Laurén.